# Pólvora sem fumaça

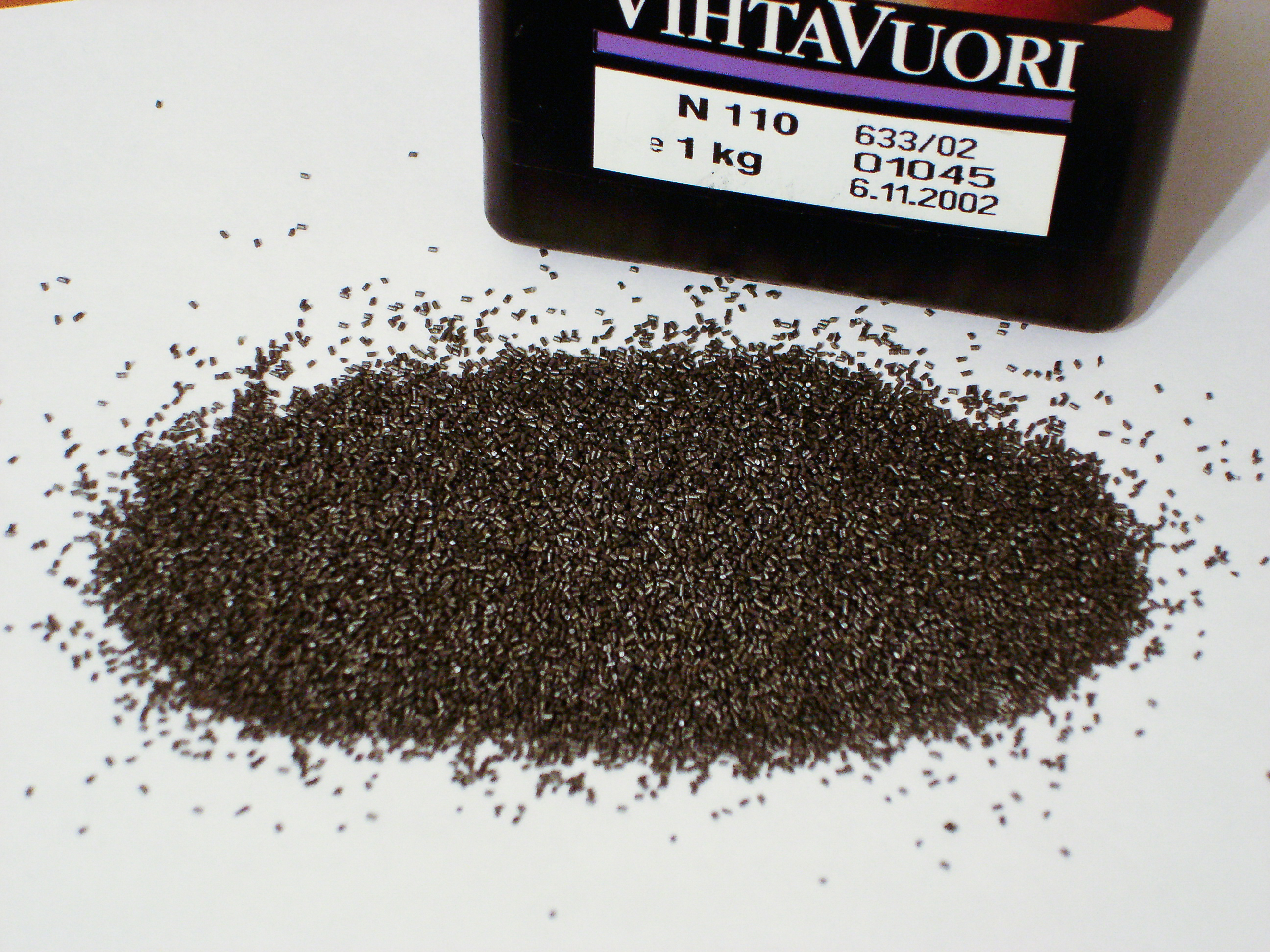
Grãos de pólvora sem fumaça.

Pólvora sem fumaça, é um tipo de propelente usado em armas de fogo e artilharia que produz uma quantidade de fumaça quase desprezível quando queimada, diferentemente da antiga pólvora negra a qual substituiu. A designação pólvora sem fumaça teve origem nos Estados Unidos ("smokeless powder") e geralmente não é usado em outros países de língua inglesa, que inicialmente usavam nomes proprietários como "Ballistite" e "Cordite", mas gradualmente passaram a usar "propelente" ("propellant") como o termo genérico.

## Surgimento

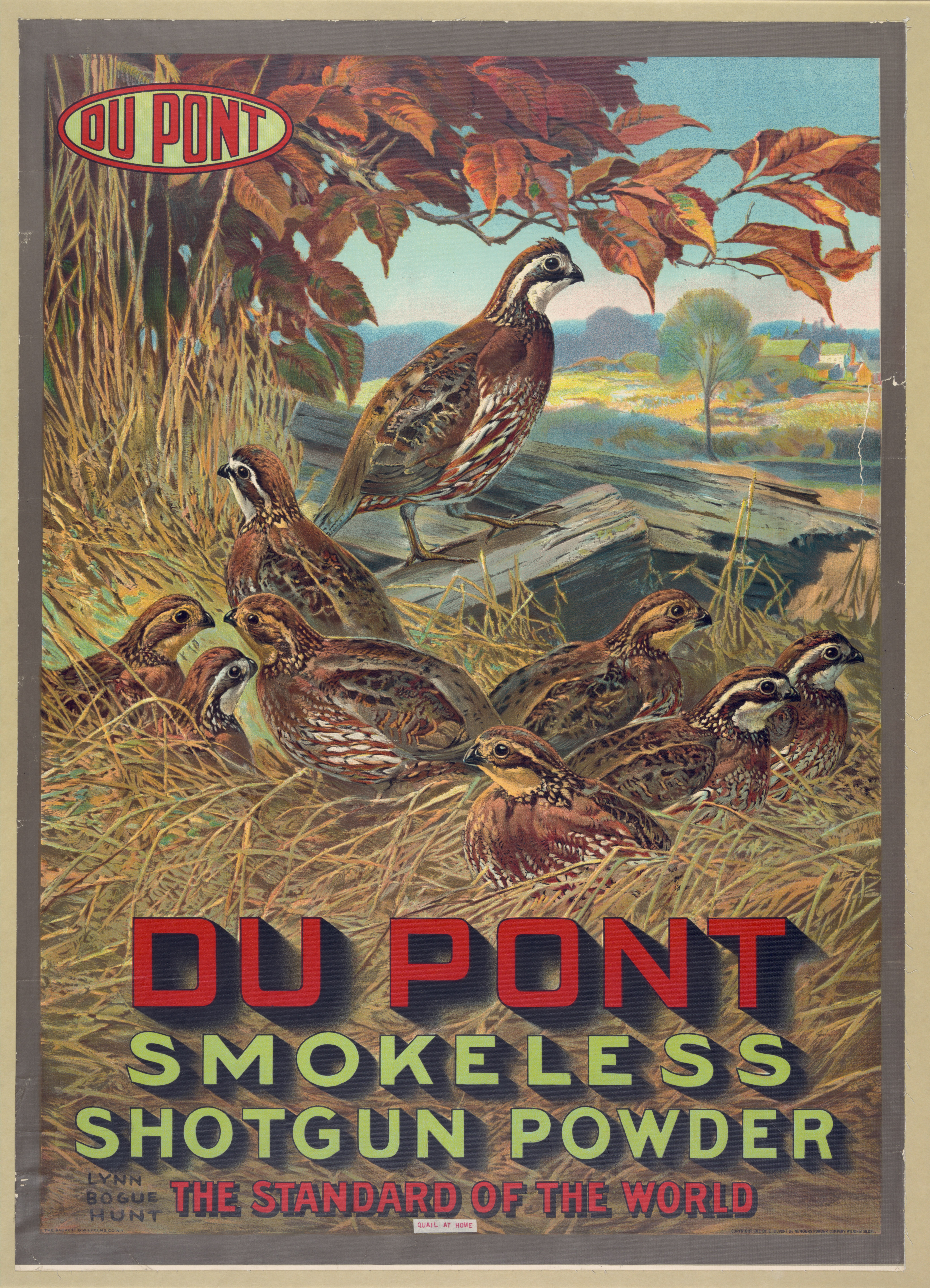
Anúncio de pólvora sem fumaça da DuPont de 1913.

A base do termo "sem fumaça" é que os produtos resultantes de combustão são principalmente gasosos, em comparação com cerca de 55% de produtos sólidos (principalmente carbonato de potássio, sulfato de potássio e sulfeto de potássio) no caso de pólvora negra. Apesar do nome, a pólvora sem fumaça não é completamente livre de fumaça;:44 embora possa haver pouca fumaça perceptível na munição para armas pequenas, a fumaça do fogo da artilharia pode ser substancial. Este artigo se concentra nas formulações de nitrocelulose, mas o termo pólvora sem fumaça também foi usado para descrever várias misturas de picratos com oxidantes de nitrato, clorato ou dicromato durante o final do século XIX, antes que as vantagens da nitrocelulose se tornassem evidentes.:146–149
Assim como a pólvora do século XIV, não era real e fisicamente um "pó", a pólvora sem fumaça só pode ser produzida como material peletizado ou extrudido. A pólvora sem fumaça permitiu o desenvolvimento de modernas armas de fogo semi e totalmente automáticas e culatras e canos mais leves para artilharia. A "pólvora negra" queimada, deixa uma incrustação espessa e pesada que é higroscópica e causa ferrugem no cano. A incrustação deixada pela pólvora sem fumaça não apresenta nenhuma dessas propriedades (embora alguns compostos primários possam deixar sais higroscópicos que têm um efeito semelhante; compostos primários não corrosivos foram introduzidos na década de 1920).:21 Isso viabiliza uma arma de fogo de carregamento automático com muitas partes móveis (que, de outra forma, ficariam "agarradas" nas incrustações pesadas de "pólvora negra").
As pólvoras sem fumaça são classificados tipicamente como: "explosivos da divisão 1.3" de acordo com as recomendações da ONU sobre transporte de mercadorias perigosas - regulamentos mundiais, regulamentos regionais (como o ADR) e regulamentos nacionais. No entanto, eles são usados como propelentes sólidos; em uso normal, sofrem deflagração em vez de detonação.

## Antecedentes

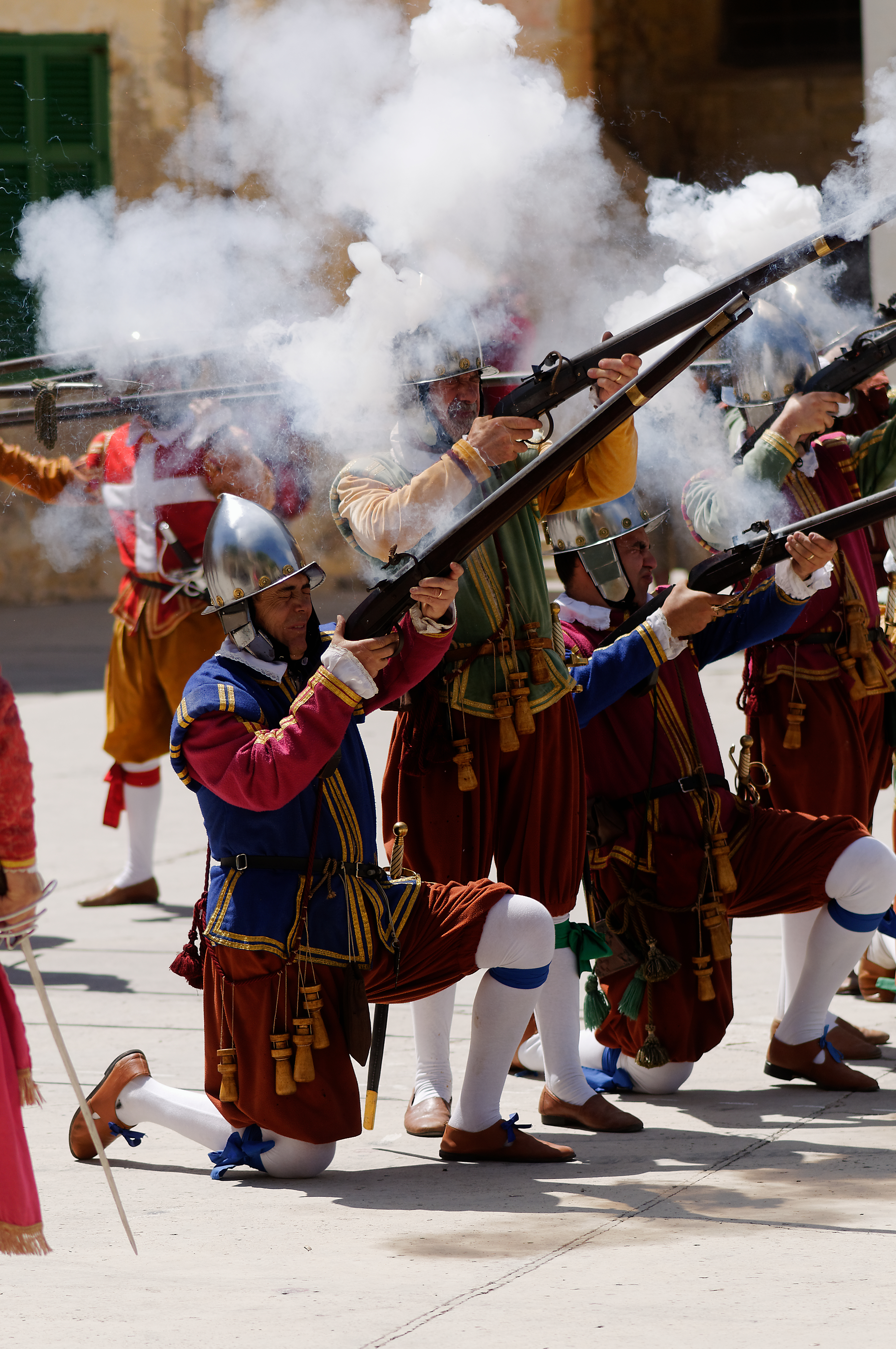

Antes da introdução generalizada da pólvoras sem fumaça, o uso de "pólvora" ou "pólvora negra" causava muitos problemas no campo de batalha. Os comandantes militares desde as Guerras Napoleônicas relataram dificuldade em dar ordens em um campo de batalha obscurecido pela fumaça dos disparos. Comandos verbais não podiam ser ouvidos acima do barulho das armas, e sinais visuais não podiam ser vistos através da fumaça espessa da pólvora usada pelas armas. A menos que houvesse um vento forte, depois de alguns disparos, soldados usando munição de "pólvora negra" teriam sua visão obscurecida por uma enorme nuvem de fumaça. Snipers ou outros "atiradores furtivos" ficavam impossibilitados de agir, devido a uma nuvem de fumaça sobre a posição de tiro. A pólvora é um baixo explosivo que não detona, mas deflagra (queima rapidamente em velocidade subsônica). A "pólvora" produz pressões mais baixas e é cerca de três vezes menos potente quando comparada a pólvoras sem fumaça. A "pólvora" também é corrosiva, tornando a limpeza obrigatória após cada uso. Da mesma forma, a tendência da "pólvora" de produzir incrustações severas causa entupimentos e travamento de mecanismos que podem dificultar a recarga.

## Nitroglicerina e algodão-pólvora

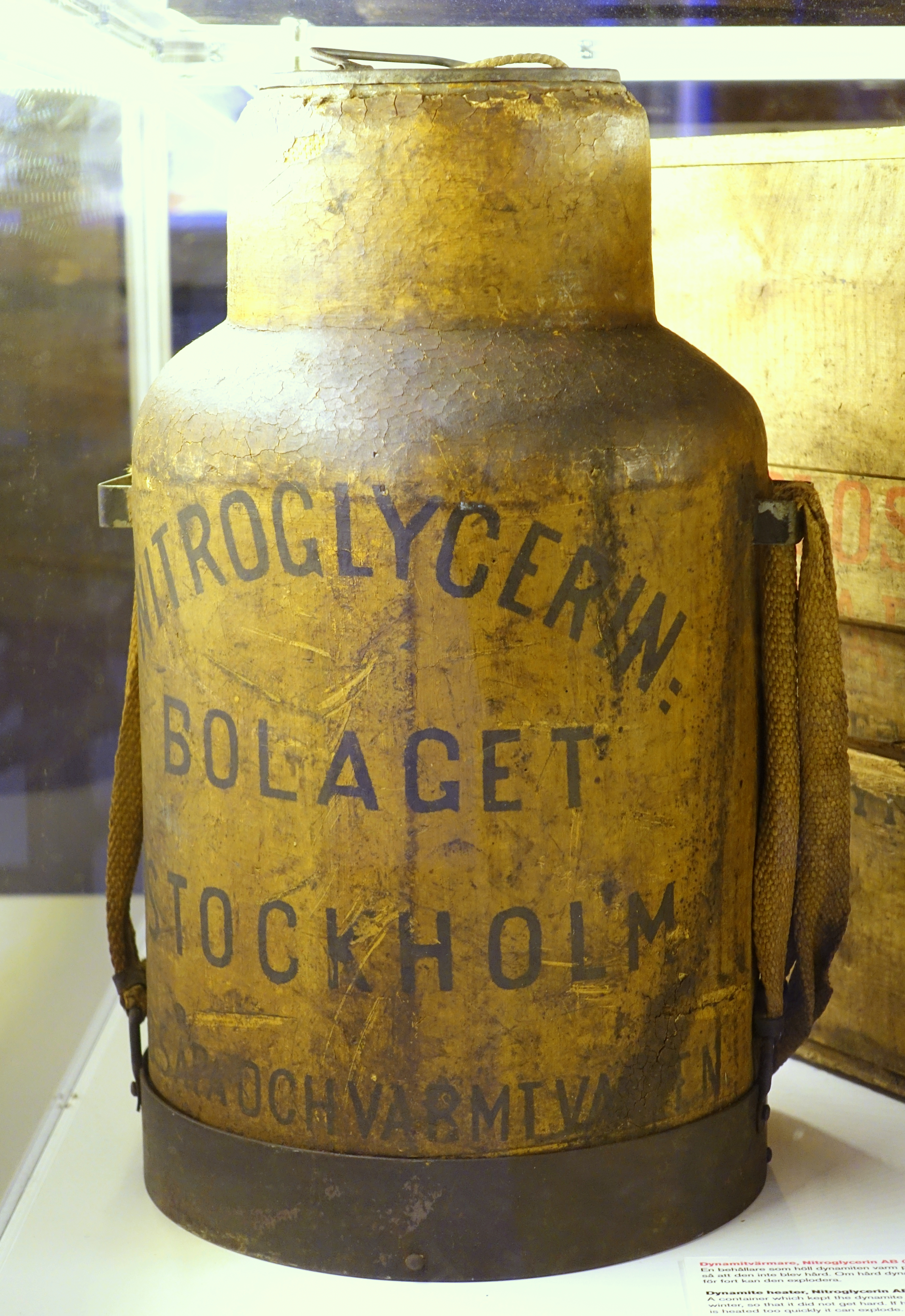
Um bujão de nitroglicerina.

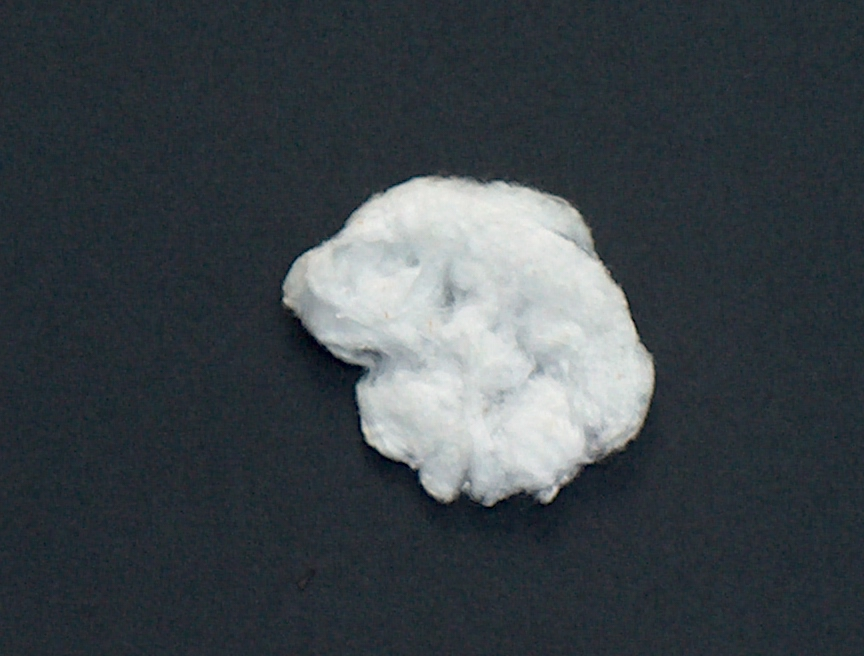
Um floco de "algodão-pólvora" (nitrocelulose).

A nitroglicerina foi sintetizada pelo químico italiano Ascanio Sobrero em 1847.:195 Posteriormente, foi desenvolvida e fabricada por Alfred Nobel como um explosivo industrial, mas mesmo assim não era adequada como propelente: apesar de suas qualidades energéticas e "sem fumaça", ela detonava em vez de deflagrar suavemente, tornando-a mais propensa a explodir uma arma, em vez de impulsionar um projétil. A nitroglicerina também é altamente sensível, tornando-a imprópria para ser transportada em condições de campo de batalha.
Um grande passo adiante foi a invenção do algodão-pólvora, um material à base de nitrocelulose, pelo químico alemão Christian Friedrich Schönbein em 1846. Ele promoveu seu uso como explosivo:28 e vendeu os direitos de fabricação ao Império Austríaco. O algodão-pólvora era mais poderoso que a pólvora, mas ao mesmo tempo era um pouco mais instável. John Taylor obteve uma patente inglesa para o algodão-pólvora; e a John Hall & Sons começou a fabricá-lo em Faversham no distrito de Kent.
O interesse inglês enfraqueceu depois que uma explosão destruiu a fábrica de Faversham em 1847. O barão austríaco Wilhelm Lenk von Wolfsberg construiu duas fábricas de algodão-pólvora produzindo propelentes de artilharia, mas também era perigoso em condições de campo, e armas que poderiam disparar milhares de tiros com pólvora negra chegavam ao fim de sua vida útil depois de apenas algumas centenas de disparos com o algodão-pólvora mais poderoso. Armas pequenas não suportavam as pressões geradas pelo algodão-pólvora.
Depois que uma das fábricas austríacas explodiu em 1862, a Thomas Prentice & Company começou a fabricar o algodão-pólvora em Stowmarket em 1863; e o químico do Departamento de Guerra britânico, Sir Frederick Abel, iniciou uma pesquisa minuciosa na Waltham Abbey Royal Gunpowder Mills, levando a um processo de fabricação que eliminou as impurezas da nitrocelulose, tornando o produto mais seguro e estável. Abel patenteou esse processo em 1865, quando a segunda fábrica austríaca de algodão-pólvora explodiu. Depois que a fábrica da Stowmarket explodiu em 1871, a Waltham Abbey começou a produção de algodão-pólvora para o torpedos e ogivas de minas.:141–144

## Melhorias como propelente

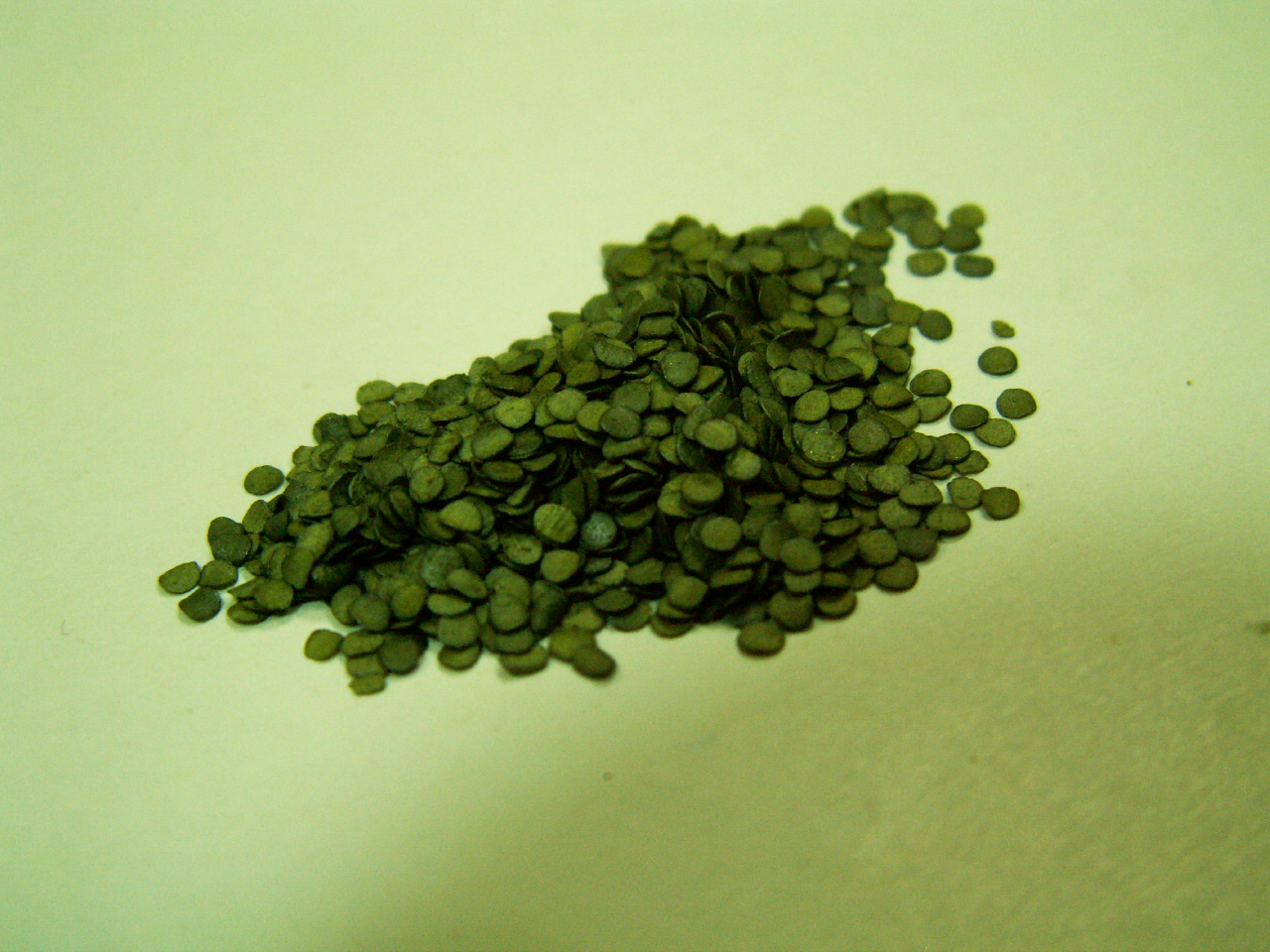
Close de uma amostra de "pólvora sem fumaça" em flocos

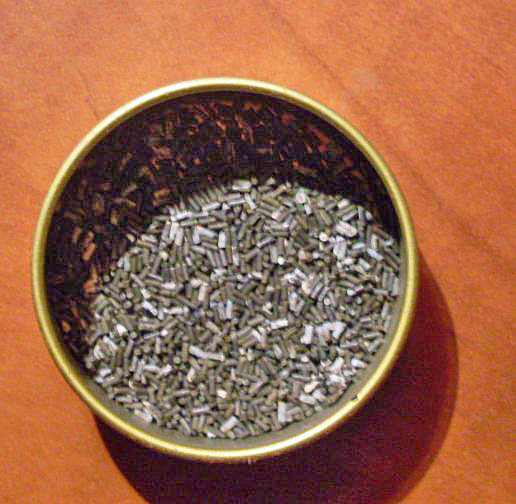
Pólvora sem fumaça com grãos extrudados em forma de bastões.

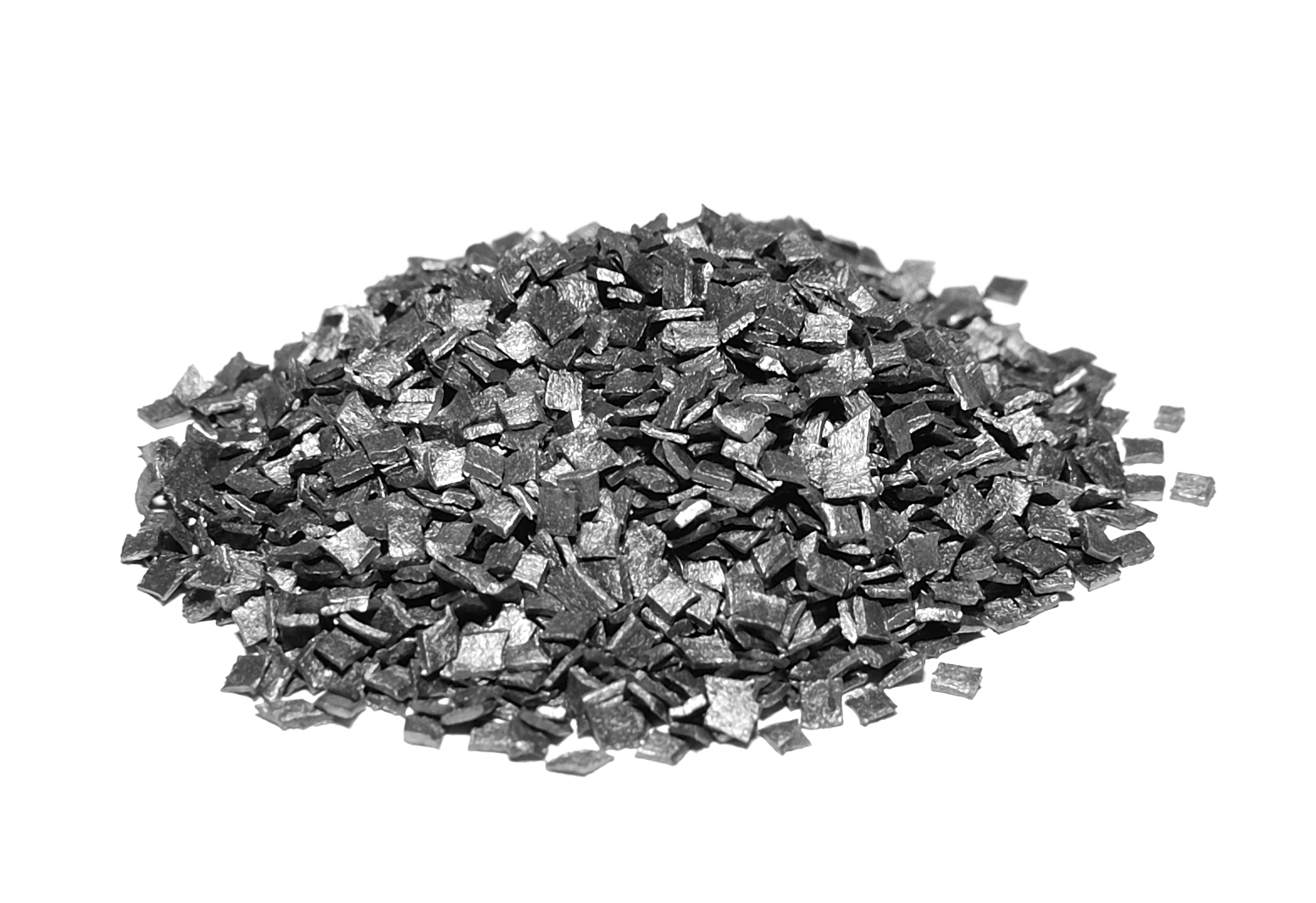
A primeira "pólvora sem fumaça" em flocos quadrados, a PC88 (1888).

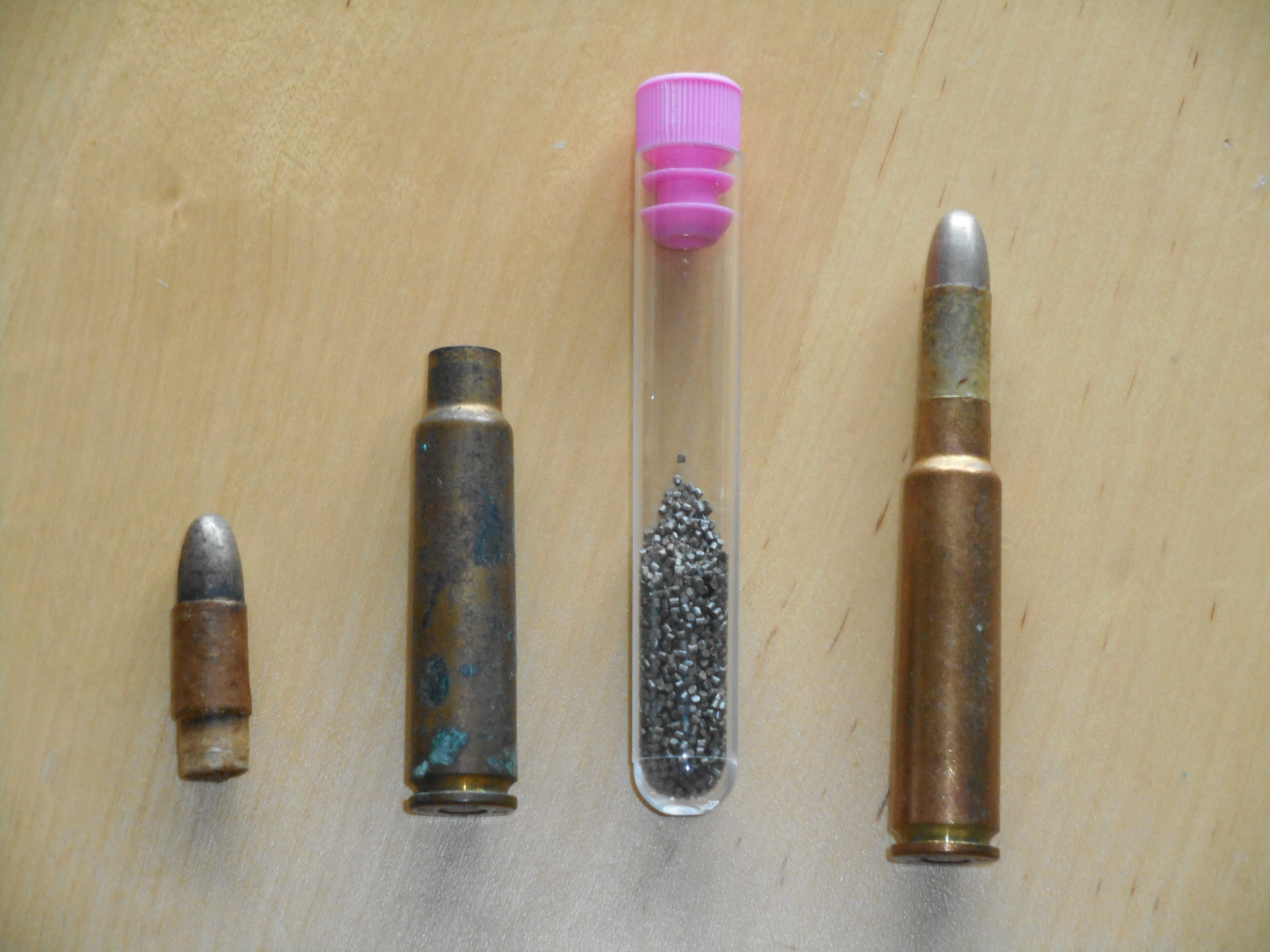
Um cartucho de serviço 7,5 mm GP90/03 em destaque uma amostra de uma das primeiras pólvoras sem fumaça, a PC88 (1888).

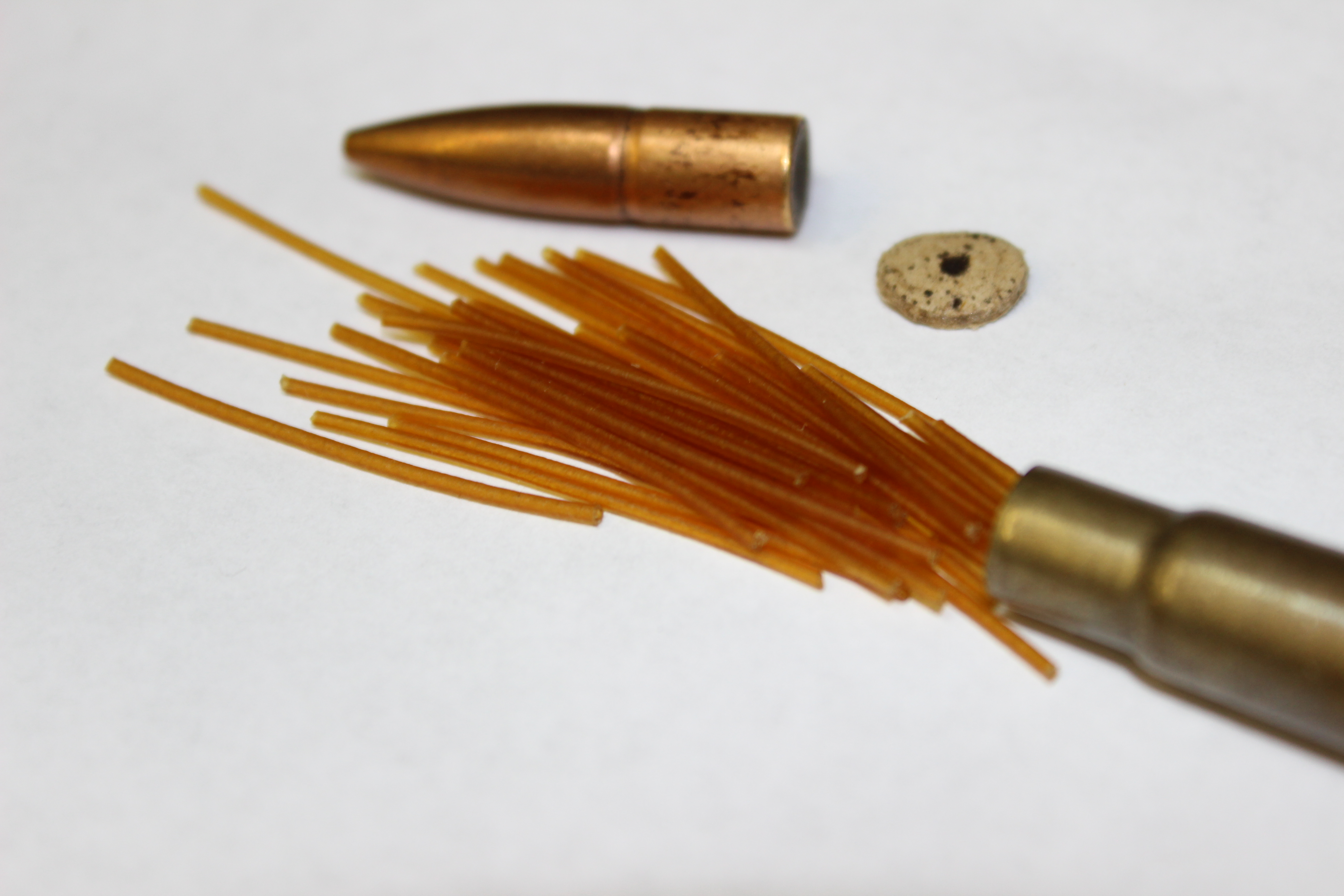
Close de filamentos de Cordite em um cartucho .303 British (fabricado em 1964).

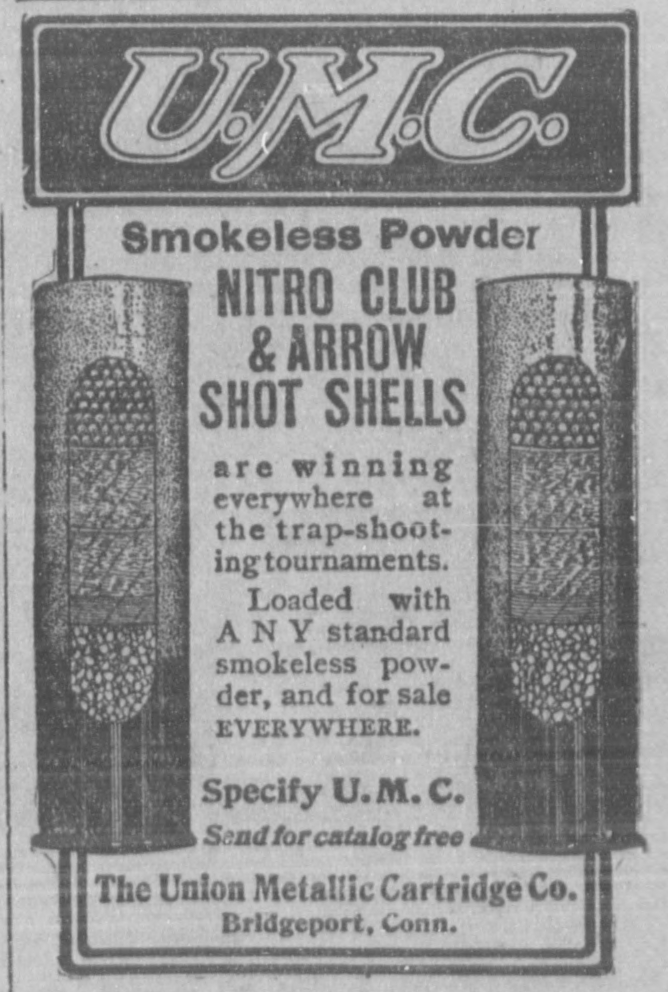
Um anúncio de pólvora sem fumaça de 1903.

Em 1863, o capitão de artilharia prussiano Johann F. E. Schultze patenteou um propelente para armas leves composto de madeira de lei nitrada impregnada com salitre ou nitrato de bário. Prentice recebeu uma patente de 1866 para uma "pólvora esportiva" de papel nitrado fabricada em Stowmarket, mas a uniformidade balística era ruim, pois o papel absorvia a umidade atmosférica. Em 1871, Frederick Volkmann recebeu uma patente austríaca para uma versão coloidal da "pólvora de Schultze" chamada "Collodin", que ele fabricou perto de Viena para uso em armas de fogo esportivas. As patentes austríacas não foram publicadas na época, e o Império Austríaco considerou a operação uma violação do monopólio do governo na fabricação de explosivos e fechou a fábrica de Volkmann em 1875.:141–144
Em 1882, a Explosives Company em Stowmarket patenteou uma formulação aprimorada de "algodão nitrado gelatinizado" por éter-álcool com nitratos de potássio e bário. Esses propelentes eram adequados para espingardas, mas não para rifles,:138–139 porque o estriamento dos canos dos rifles resulta em resistência a uma expansão suave do gás, que é reduzida em espingardas com cano de alma lisa.
Em 1884, Paul Vieille inventou uma pólvora sem fumaça chamada "Poudre B" (abreviação de "poudre blanche" - "pólvora branca", para distinguir bem da "pólvora negra"):289–292 feita de 68,2% de nitrocelulose insolúvel, 29,8% de nitrocelulose solúvel gelatinizada com éter e 2% de parafina. Isso foi adotado para o rifle Lebel.:139 A mistura era passada através de rolos para formar folhas finas de papel, que era então cortadas em flocos do tamanho desejado.:289–292 O propelente resultante, hoje conhecido como pirocelulose, contém um pouco menos de nitrogênio que o algodão-pólvora e é menos volátil. Uma característica particularmente boa do propelente é que ele não detonará a menos que seja comprimido, tornando muito seguro o manuseio em condições normais.
A "pólvora de Vieille" revolucionou a eficácia de armas pequenas, porque quase não emitia fumaça e era três vezes mais poderoso que a "pólvora negra". Maior velocidade de saída significava uma trajetória mais plana e menos desvio do vento e queda de balas, tornando possíveis os disparos de 1.000 m (1.094 jardas). Como era necessário menos pólvora para impulsionar uma bala, o cartucho podia ser menor e mais leve. Como era necessário menos "pólvora" para impulsionar uma bala, o cartucho podia ser menor e mais leve. Isso permitiu que as tropas carregassem mais munição pelo mesmo peso. Além disso, queimaria mesmo quando molhado. A munição de pólvora negra tinha que ser mantida seca e quase sempre era armazenada e transportada em cartuchos estanques.
Outros países europeus rapidamente começaram a usar suas próprias versões da Poudre B, sendo os primeiros a Alemanha e a Áustria, que introduziram novas armas em 1888. Posteriormente, a Poudre B foi modificada várias vezes com vários compostos sendo adicionados e removidos. A Krupp começou a adicionar difenilamina como estabilizador em 1888.:141–144
Enquanto isso, em 1887, Alfred Nobel obteve uma patente inglesa para uma pólvora sem fumaça que ele chamava de Ballistite. Nesse propelente, a estrutura fibrosa do algodão (nitro-celulose) era destruída por uma solução de nitroglicerina em vez de um solvente.:140 Na Inglaterra em 1889, uma "pólvora" semelhante foi patenteada por Hiram Maxim e nos Estados Unidos em 1890 por Hudson Maxim. A Ballistite foi patenteada nos Estados Unidos em 1891.
Os alemães adotaram a "ballistite" para uso naval em 1898, chamando-o de WPC/98. Os italianos a adotaram com o nome de "filito", em forma cordão, em vez de flocos, mas percebendo suas desvantagens alteraram para uma formulação com nitroglicerina que eles chamavam de "solenita". Em 1891, os russos encarregaram o químico Mendeleev de encontrar um propelente semelhante. Ele criou um, com nitrocelulose gelatinizada por éter-álcool, que produziu mais nitrogênio e estrutura coloidal mais uniforme do que o uso francês de "nitro-algodões" na Poudre B, que ele chamou de "pirocollodion".:140
A Grã-Bretanha conduziu ensaios com todos os vários tipos de propelentes que foram trazidos à sua atenção, mas estava insatisfeita com todos eles e buscava algo superior a todos os tipos existentes. Em 1889, Sir Frederick Abel, James Dewar e o Dr. W Kellner patentearam (nºs 5614 e 11.664 em nome de Abel e Dewar) uma nova formulação que foi fabricada na Royal Gunpowder Factory em Waltham Abbey. Entrou no serviço britânico em 1891 como "Cordite Mark 1". Sua composição principal era de 58% de nitroglicerina, 37% de algodão-pólvora e 3% de geléia mineral. Uma versão modificada, a "Cordite MD", entrou em serviço em 1901, com a porcentagem de algodão-pólvora aumentada para 65% e a nitroglicerina reduzida para 30%. Essa mudança reduziu a temperatura de combustão e, consequentemente, a erosão e o desgaste do cano. As vantagens da Cordite sobre a pólvora foram: a pressão máxima reduzida na câmara (daí culatras mais leves, etc.), mas a pressão alta durava mais tempo. A "Cordite" podia ser fabricada em qualquer forma ou tamanho desejado.:141 A criação da "Cordite" levou a uma longa batalha judicial entre Nobel, Maxim e outro inventor por suposta violação de patente britânica.
A Anglo-American Explosives Company começou a fabricar sua pólvora para espingarda em Oakland, Nova Jersey em 1890. A DuPont começou a produzir algodão-pólvora em Carneys Point Township, Nova Jersey em 1891.:146–149 Charles E. Munroe da Naval Torpedo Station em Newport, Rhode Island patenteou uma formulação de algodão-pólvora coloidal com nitrobenzeno, chamado "Indurite", em 1891.:296–297 Várias empresas dos Estados Unidos começaram a produzir pólvora sem fumaça quando a Winchester Repeating Arms Company começou a carregar cartuchos esportivos com o pólvora da Explosives Company em 1893. A California Powder Works começou a produzir uma mistura de nitroglicerina e nitrocelulose com picrato de amônio como "Peyton Powder", a Leonard Smokeless Powder Company começou a produzir pólvoras de nitroglicerina-nitrocelulose como pólvoras "Ruby", a Laflin & Rand negociou uma licença para produzir "balistita" e a DuPont começou a produzir "pólvora de espingarda sem fumaça".
O Exército dos Estados Unidos avaliou 25 variedades de pólvora sem fumaça e selecionou a "Ruby" e a "Peyton Powder" como as mais adequadas para uso no rifle de serviço Krag-Jørgensen. A "Ruby" era a preferida, porque era necessário o revestimento de estanho para proteger as caixas de latão do ácido pítrico da "Peyton Powder". Em vez de pagar os royalties exigidos pela Ballistite, a Laflin & Rand financiou a reorganização da Leonard como American Smokeless Powder Company. O tenente Whistler do Exército dos Estados Unidos ajudou o superintendente da fábrica da American Smokeless Powder Company o Sr. Aspinwall na formulação de uma pólvora melhorada chamada "W.A." Devido aos seus esforços, a pólvora sem fumaça "W.A." foi o propelente padrão para as espingardas de serviço militar dos Estados Unidos de 1897 a 1908.:146–149
Em 1897, o tenente da Marinha dos Estados Unidos John Bernadou patenteou uma pólvora de nitrocelulose coloidal com éter-álcool.:296–297 A Marinha licenciou ou vendeu patentes para esta formulação à DuPont e à California Powder Works, mantendo os direitos de fabricação na Naval Powder Factory, Indian Head, Maryland, construída em 1900. O Exército dos Estados Unidos adotou a formulação de base única da Marinha em 1908 e começou a fabricar no Picatinny Arsenal.:146–149 Naquela época, a Laflin & Rand assumiu o controle da American Powder Company. para proteger seu investimento, e a Laflin & Rand foi comprada pela DuPont em 1902. Ao garantir um arrendamento de 99 anos da Explosives Company em 1903, a DuPont aproveitou todas as patentes significativas de pólvora sem fumaça nos Estados Unidos e conseguiu otimizar a produção de pólvora sem fumaça.:146–149 Quando ações antitruste do governo obrigaram o desinvestimento em 1912, a DuPont reteve as formulações em pólvora sem nitrocelulose usadas pelas forças armadas dos Estados Unidos e liberou as formulações de base dupla usadas em munições esportivas para a recém reorganizada Hercules Powder Company. Esses propelentes mais novos e mais poderosos eram mais estáveis e, portanto, mais seguros de manusear do que a Poudre B.

## Formulações químicas
Atualmente, propulsores que usam nitrocelulose (velocidade de detonação 7 300 m/s (23 950 pés/s), fator RE 1,10) (normalmente um coloide éter-álcool de nitrocelulose) como o único ingrediente propelente explosivo são descritos como "pólvora de base única".:297
As misturas de propelentes contendo nitrocelulose e nitroglicerina (velocidade de detonação 7 700 m/s (25 260 pés/s), fator RE 1,54) como ingredientes propelentes explosivos são conhecidas como "pólvora de base dupla". Como alternativa, o dinitrato de dietilenoglicol (velocidade de detonação 6 610 m/s (21 690 pés/s), fator RE 1,17) pode ser usado como substituto da nitroglicerina quando for importante reduzir a temperatura da chama sem sacrificar a pressão da câmara.:298 Redução da temperatura da chama reduz significativamente a erosão do cano e, portanto, o desgaste.

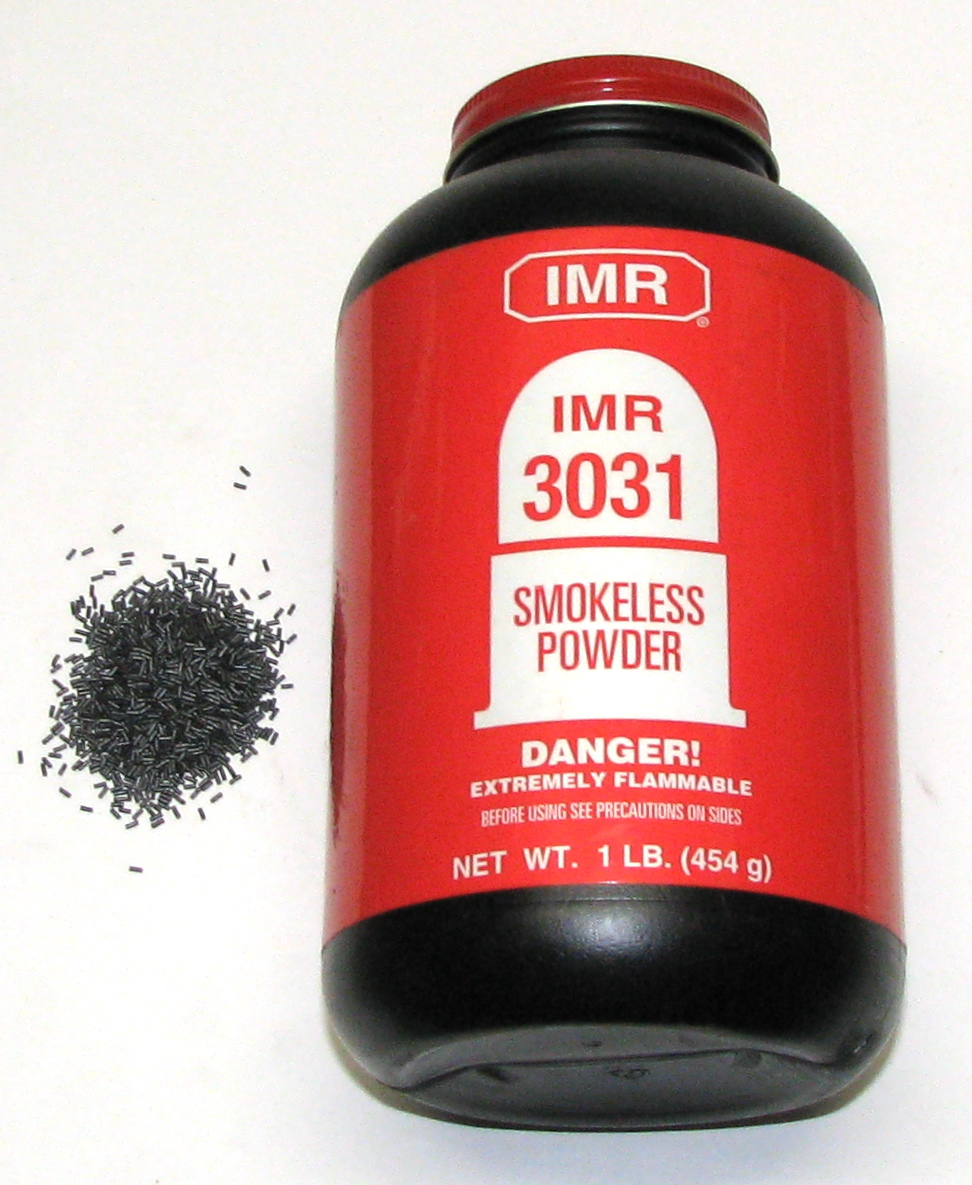
Formulação IMR 3031
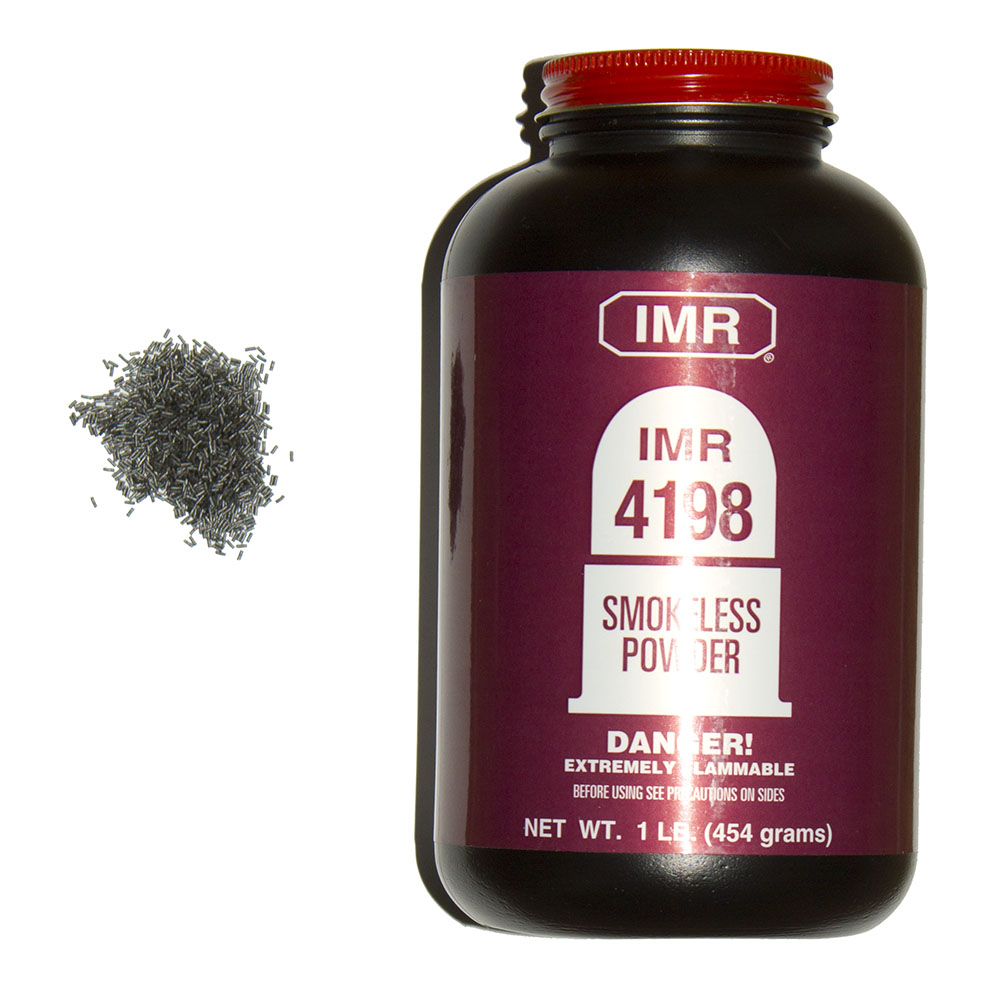
Formulação IMR 4198
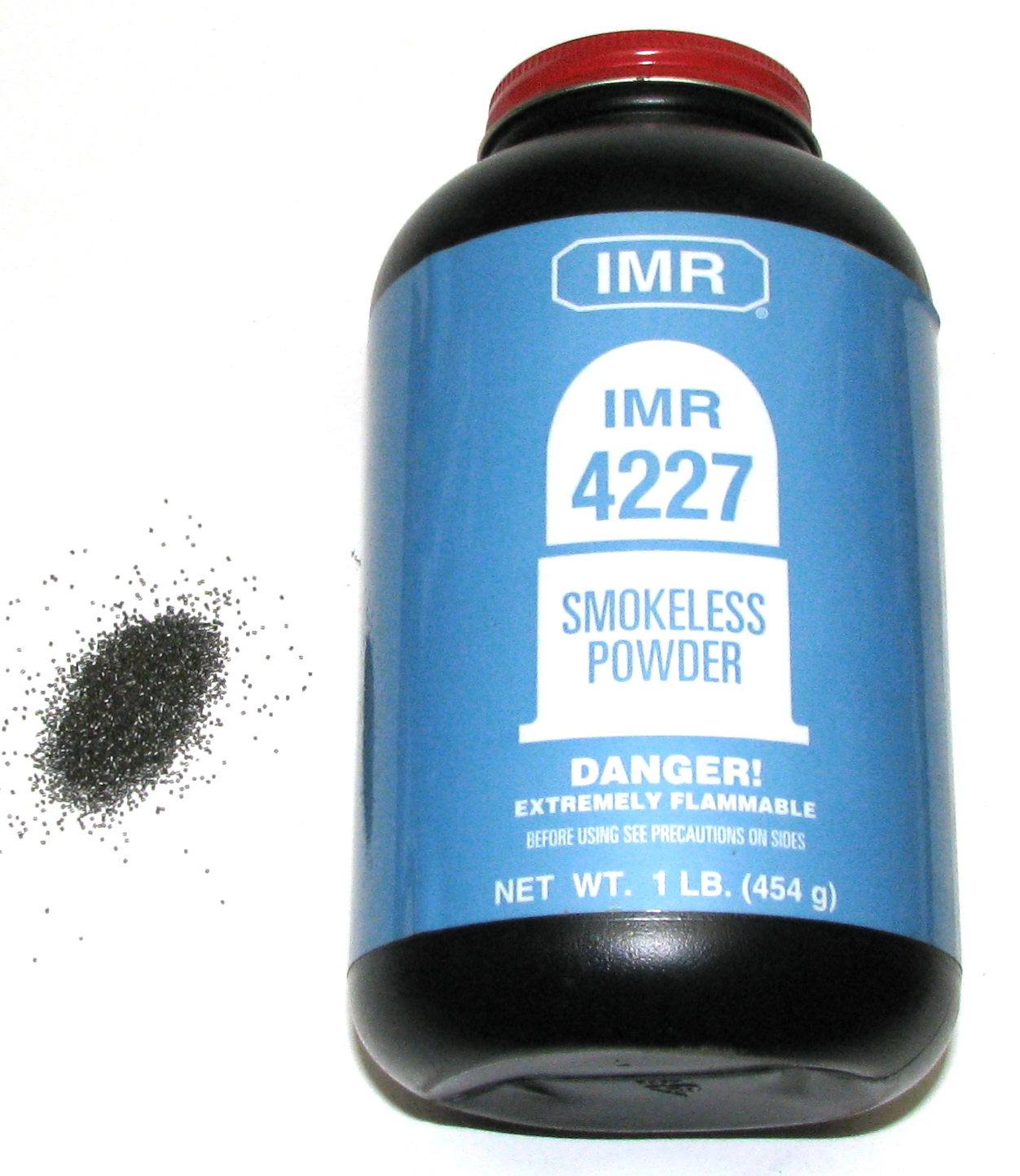
Formulação IMR 4227

Durante a década de 1930, foi desenvolvido "propelente de base tripla" contendo nitrocelulose, nitroglicerina ou dinitrato de dietilenoglicol e uma quantidade substancial de nitroguanidina (velocidade de detonação 8 200 m/s (26 900 pés/s), fator RE 0,95) como ingredientes propelentes explosivos. Essas misturas de "propelentes a frio" reduziram a temperatura do flash e da chama sem sacrificar a pressão da câmara em comparação com os propelentes de base única e dupla, embora ao custo de mais fumaça. Na prática, os propelentes de base tripla são reservados principalmente para munições de grande calibre, como as utilizadas em artilharia (naval) e armas de tanque. Durante a Segunda Guerra Mundial, teve algum uso pela artilharia britânica. Após essa guerra, tornou-se o propulsor padrão em todos os projetos de munição britânica de grande calibre, exceto armas de pequeno porte. A maioria das nações ocidentais, exceto os Estados Unidos, seguiu um caminho semelhante.
No final do século XX, novas formulações de propelentes começaram a aparecer. Estes, baseados em nitroguanidina e altos explosivos do tipo RDX (velocidade de detonação 8 750 m/s (28 710 pés/s), fator RE 1,60).

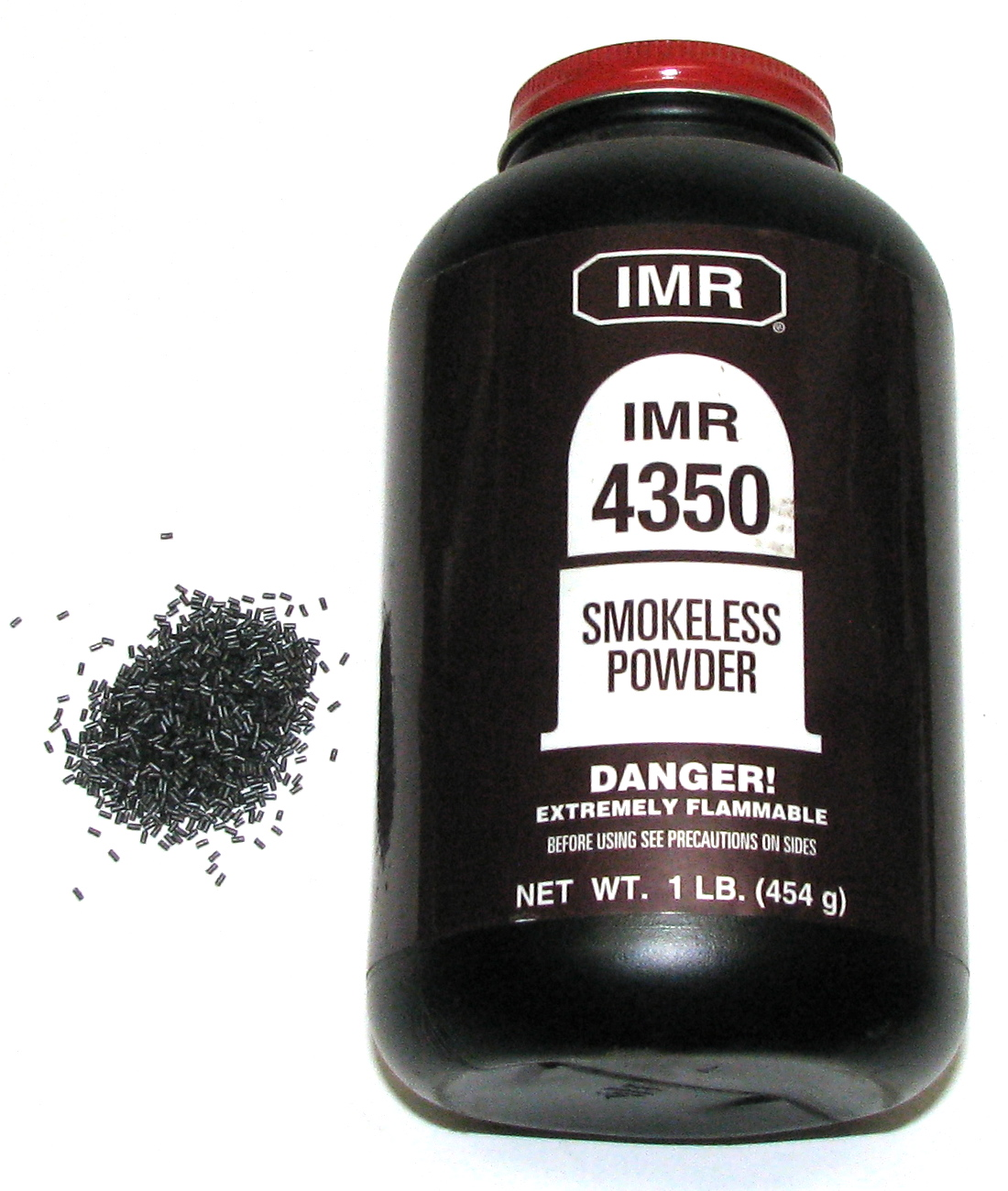
Formulação IMR 4350
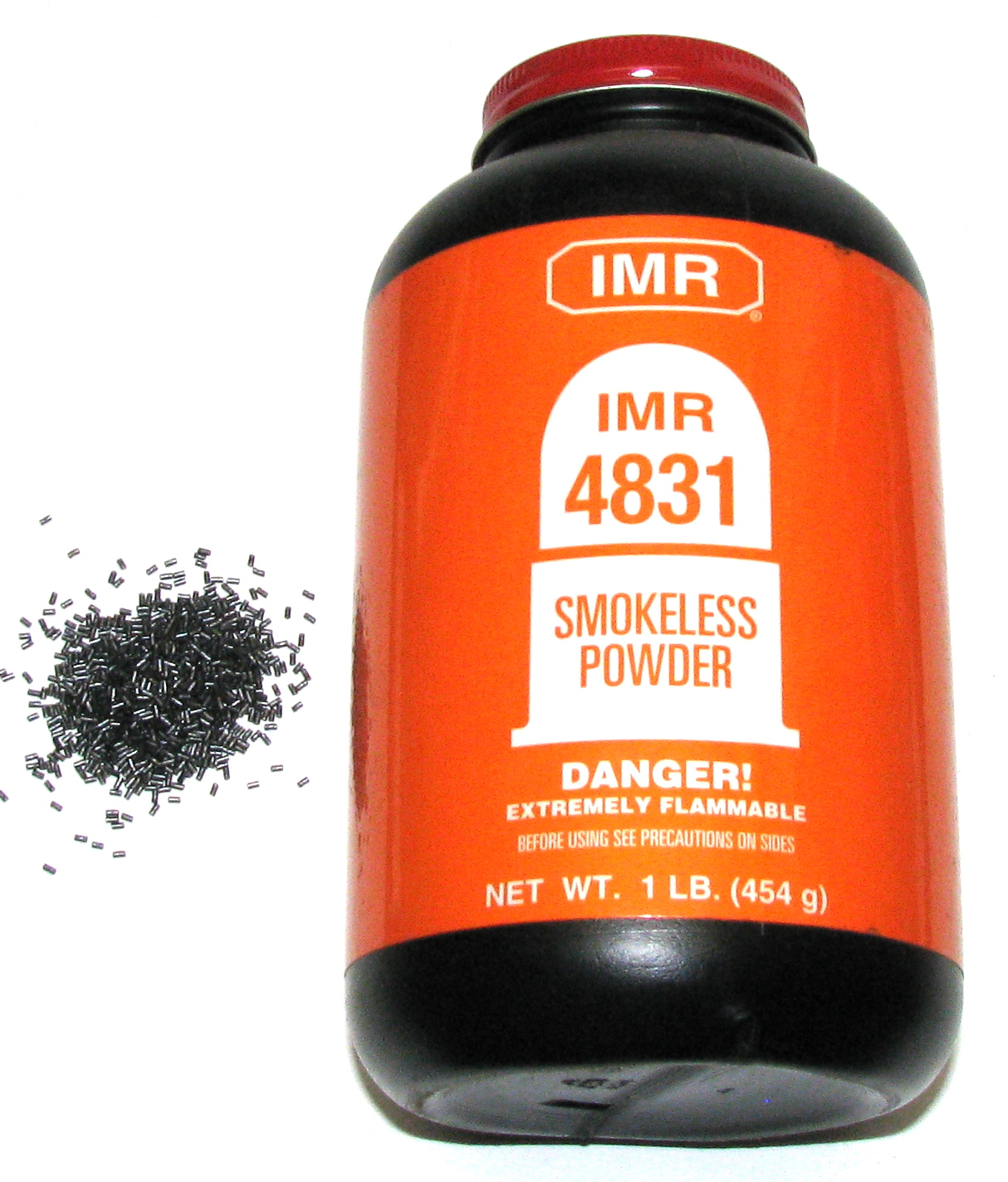
Formulação IMR 4831
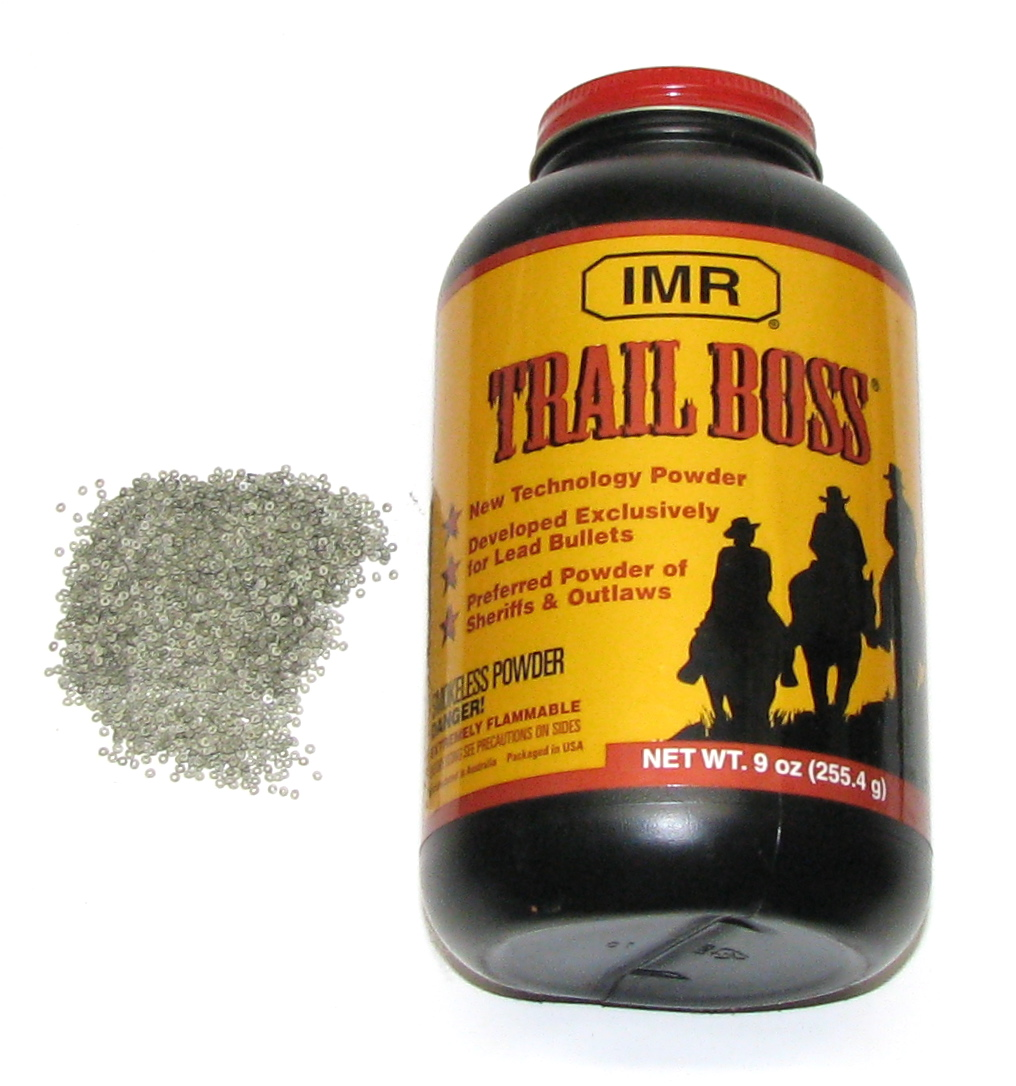
Formulação IMR Trail Boss

As velocidades de detonação são de valor limitado na avaliação das taxas de reação dos propelentes de nitrocelulose formulados para evitar a detonação. Embora a reação mais lenta seja frequentemente descrita como queima devido a produtos finais gasosos semelhantes a temperaturas elevadas, a decomposição difere da combustão em uma atmosfera de oxigênio. A conversão de propelentes de nitrocelulose em gás de alta pressão prossegue da superfície exposta para o interior de cada partícula sólida, de acordo com a Lei de Piobert. Estudos de reações de propelentes sólidos de base única e dupla sugerem que a taxa de reação é controlada pela transferência de calor através do gradiente de temperatura através de uma série de zonas ou fases, à medida que a reação prossegue da superfície para o sólido. A porção mais profunda do sólido que sofre transferência de calor derrete e inicia a transição de fase do sólido para o gás em uma zona de espuma. O propulsor gasoso se decompõe em moléculas mais simples em uma zona de efervescência circundante. A energia é liberada em uma zona de chama externa luminosa, onde as moléculas de gás mais simples reagem para formar produtos de combustão convencionais, como vapor e monóxido de carbono. A zona de espuma atua como um isolador, diminuindo a taxa de transferência de calor da zona da chama para o sólido que não reagiu. As taxas de reação variam com a pressão; porque a espuma permite uma transferência de calor menos eficaz a baixa pressão, com maior transferência de calor à medida que pressões mais altas comprimem o volume de gás dessa espuma. Os propelentes projetados para uma pressão mínima de transferência de calor podem não conseguir sustentar a zona da chama a pressões mais baixas.

## Instabilidade e estabilização
A nitrocelulose se deteriora com o tempo, produzindo subprodutos ácidos. Esses subprodutos catalisam a deterioração adicional, aumentando sua taxa. O calor liberado, no caso de armazenamento a granel do pó ou blocos muito grandes de propelente sólido, pode causar auto-ignição do material. Os propelentes de nitrocelulose de base única são higroscópicos e mais suscetíveis à degradação; propulsores de base dupla e tripla tendem a se deteriorar mais lentamente. Para neutralizar os produtos de decomposição, que de outra forma poderiam causar corrosão nos metais dos cartuchos e dos canos das armas, o carbonato de cálcio é adicionado a algumas formulações.

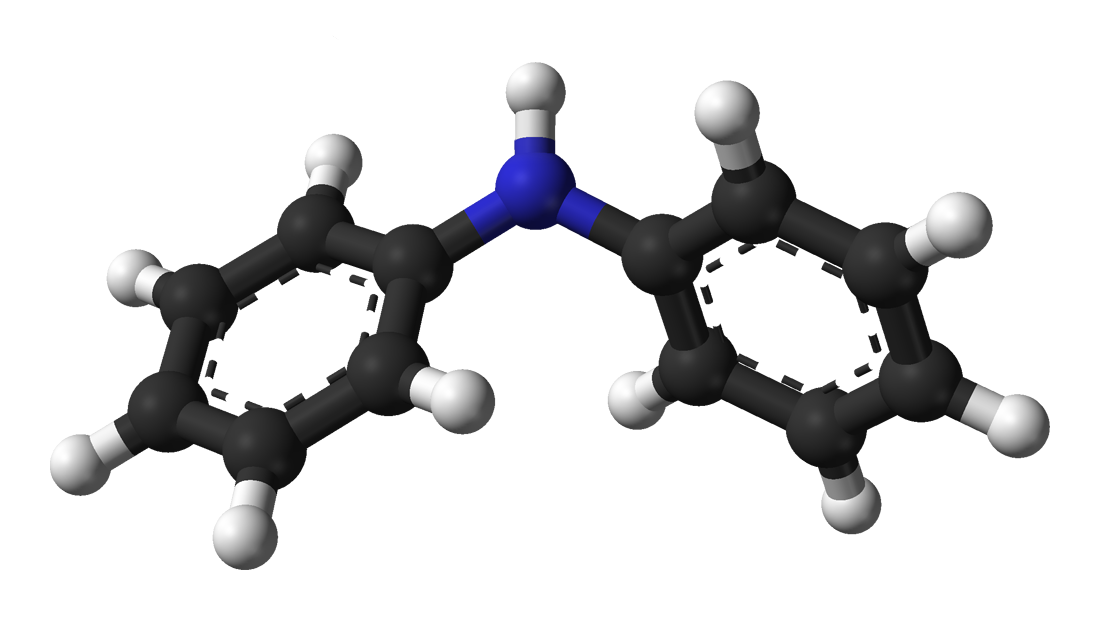
Modelo em 3D de uma molécula de difenilamina.

Para evitar o acúmulo de produtos de deterioração, são adicionados estabilizadores. A difenilamina é um dos estabilizadores mais comuns utilizados. Os análogos nitrados da difenilamina formados no processo de estabilização do pó em decomposição são às vezes usados como estabilizadores.:28:310 Os estabilizadores são adicionados na quantidade de 0,5% a 2% da quantidade total da formulação; montantes mais altos tendem a degradar suas propriedades balísticas. A quantidade do estabilizador é esgotada com o tempo. Os propulsores armazenados devem ser testados periodicamente quanto à quantidade de estabilizador restante, pois seu esgotamento pode levar à auto-ignição do propulsor.

## Variações físicas
A pólvora sem fumaça pode ser granulada em pequenas esferas ou extrudida em cilindros ou tiras com muitas formas de seção transversal (tiras com várias proporções retangulares, cilindros de um ou vários furos, cilindros com fenda) usando solventes como éter. Essas extrusões podem ser cortadas em pedaços curtos ("flocos") ou longos ("cordas" com vários centímetros de comprimento). Pólvoras para canhão têm os maiores grãos.

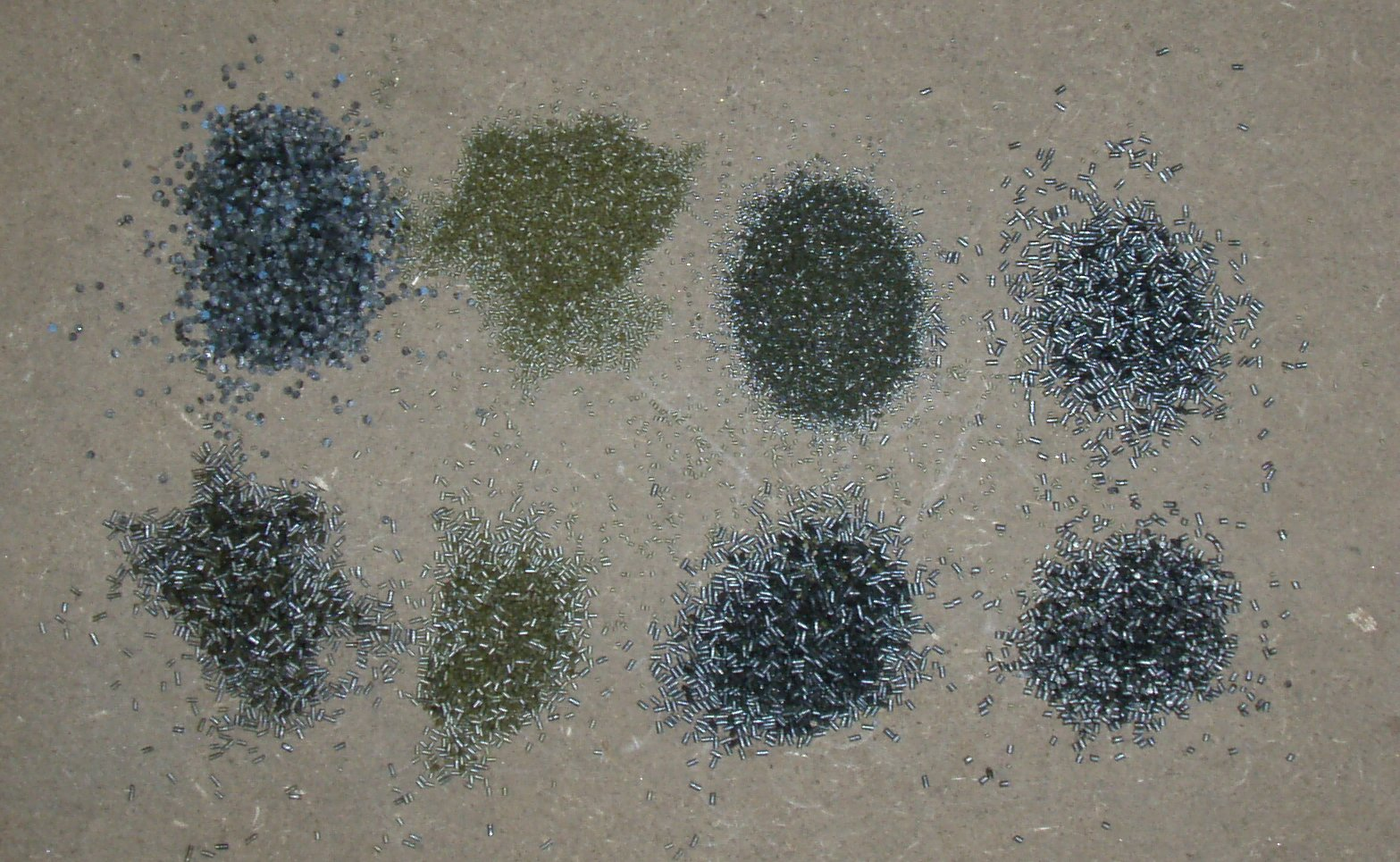
Exemplos de pólvoras sem fumaça para recarga manual de munição.

As propriedades do propelente são grandemente influenciadas pelo tamanho e formato de suas peças. A área de superfície específica do propelente influencia a velocidade da queima, e o tamanho e a forma dos grãos determinam a área de superfície específica. Manipulando a forma, é possível influenciar a taxa de queima e, portanto, a taxa na qual a pressão aumenta durante a combustão. A pólvora sem fumaça queima apenas nas superfícies dos grãos. Grãos maiores queimam mais lentamente, e a taxa de queima é controlada ainda mais por revestimentos que impedem a chama que retardam a queima levemente. A intenção é regular a taxa de queima, de modo que uma pressão mais ou menos constante seja exercida sobre o projétil propelido, desde que esteja no cano, a fim de obter a velocidade mais alta. As perfurações nos grãos estabilizam a taxa de queima porque, como o exterior queima para dentro (diminuindo a área da superfície de queima), o interior queima para fora (aumentando a área da superfície de queima, mas mais rápido, de modo a encher o volume crescente do cano devido à partida do projétil).:41–43 As pólvoras de pistola de queima rápida são feitas em formas extrudadas com mais área, como flocos ou achatando os grânulos esféricos. A secagem é geralmente realizada sob vácuo. Os solventes são condensados e reciclados. Os grânulos também são revestidos com grafite para evitar que faíscas de eletricidade estática causem ignições indesejadas.:306
Os propelentes de queima mais rápida geram temperaturas e pressões mais altas, mas também aumentam o desgaste dos canos das armas.

## Componentes de propelentes sem fumaça
As formulações de propelente podem conter vários componentes energéticos e auxiliares:
- Propelentes
  - Nitrocelulose, um componente energético da maioria dos propelentes sem fumaça[14]:5
  - Nitroglicerina, um componente energético das formulações de base dupla e tripla[14]:5
  - Nitroguanidina, um componente de formulações de base tripla[14]:5
  - DINA (bis-nitroxietilnitramina; dinitrato de dietanolamina, DEADN; DHE)[14]:104
  - Fivonita (tetranitrato de 2,2,5,5-tetrametilol-ciclopentanona, CyP)[14]:104
  - DGN (dinitrato de dietileno glicol)[14]:221
  - Acetil celulose[14]:318
- Deterrentes, (ou moderadores), para diminuir a taxa de queima
  - Centralitas (difenilureia simétrica - principalmente dietil ou dimetil)[6]:317–320[7]:30
  - Dibutilftalato[7]:30[14]:5
  - Dinitrotolueno (tóxico e cancerígeno)[7]:31[14]:5
  - Akardita (difenilureia assimétrica)[14]:221
  - Orto-tolil uretano[14]:174
  - Adipato de poliéster
  - Cânfora (obsoleta)[7]:30
- Estabilizadores, para evitar ou retardar a auto-decomposição[6]:307–311
  - Difenilamina[6]:302
  - Gelatina de petróleo[6]:296
  - Carbonato de cálcio[14]:5
  - Óxido de magnésio[14]:221
  - Bicarbonato de sódio[14]:318
  - Éter metil beta-naftol[14]:174
  - Álcool amílico (obsoleto)[6]:307
  - Anilina (obsoleta)[6]:308
- Aditivos de desobstrução, para impedir o acúmulo de resíduos de cobre do cano da arma
  - Estanho metálico e compostos (por exemplo, dióxido de estanho)[7]:32[14]:5
  - Bismuto metálico e compostos (por exemplo, trióxido de bismuto, subcarbonato de bismuto, nitrato de bismuto, antimoneto de bismuto); os compostos de bismuto são favorecidos à medida que o cobre se dissolve no bismuto fundido, formando ligas quebradiças e facilmente removíveis
  - Folhas de chumbo e compostos de chumbo eliminados devido à toxicidade[14]:104
- Redutores de flash, para reduzir o brilho da chama da boca do cano (todos têm uma desvantagem: a produção de fumaça)[6]:322–327
  - Cloreto de potássio[6]:323–327
  - Nitrato de potássio
  - Sulfato de potássio[7]:32[14]:5
  - Bitartarato de potássio (hidrogenotartarato de potássio) (subproduto da produção de vinho usada anteriormente pela artilharia francesa)[6]:322–327
- Aditivos de redução de desgaste, para diminuir o desgaste dos revestimentos da alma do cano[15]
  - Cera
  - Talco
  - Dióxido de titânio
  - Jaquetas de poliuretano sobre os sacos de pólvora, em armas grandes
- Outros aditivos
  - Acetato de etila, um solvente para fabricação de pólvora esférica[6]:296
  - Breu, um surfactante para manter a forma dos grãos de pólvora esférica
  - Grafite, um lubrificante para cobrir os grãos, impedir que colem e dissipar a eletricidade estática[6]:306

## Fabricação
A Marinha dos Estados Unidos fabricou pólvora tubular de base única para artilharia naval em Indian Head, Maryland, a partir de 1900. Procedimentos semelhantes foram usados para a prodição pelo Exército dos Estados Unidos no Picatinny Arsenal a partir de 1907:297 e para a fabricação de granulados menores, como a "Improved Military Rifle" (IMR) após 1914. O "linter" de algodão de fibra curta é fervido em uma solução de hidróxido de sódio para remover as ceras vegetais e depois seco antes da conversão em nitrocelulose, misturando-se com os ácidos nítrico e sulfúrico. A nitrocelulose ainda se assemelha ao algodão fibroso nesse ponto do processo de fabricação e era tipicamente identificada como "pirocelulose" porque inflamava espontaneamente no ar até que o ácido não reagido fosse removido. O termo algodão-pólvora também foi usado; embora algumas referências identifiquem o algodão-pólvora como um produto mais refinado e nitratado usado em ogivas de torpedos e minas antes do uso de TNT.:28–31
O ácido não reagido era removido da polpa de "pirocelulose" por um processo de drenagem e lavagem com água de vários estágios, semelhante ao usado em fábricas de papel durante a produção de polpa de madeira química. O álcool pressurizado removia a água restante da "pirocelulose" drenada antes da mistura com éter e difenilamina. A mistura era então alimentada através de uma prensa extrudando uma forma de cordão tubular longo para ser cortada em grãos do comprimento desejado.:31–35

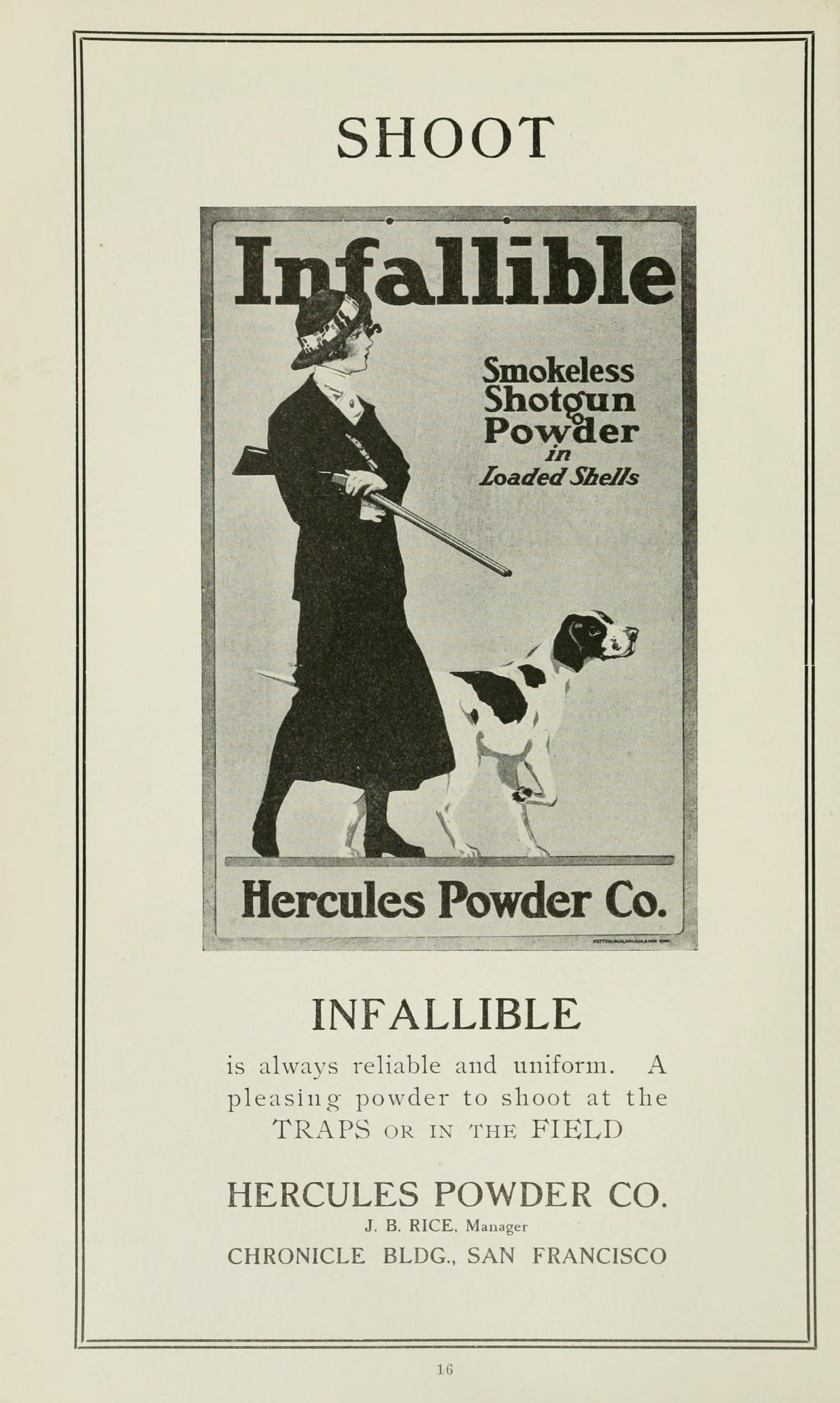
Um anúncio de pólvora sem fumaça de 1916.

O álcool e o éter eram então evaporados dos grãos de pólvora "verde" para uma concentração restante de solvente entre 3% para pólvoras de rifles e 7% para pólvoras de artilharia de grãos grandes. A taxa de queima é inversamente proporcional à concentração de solvente. Os grãos eram revestidos com grafite eletricamente condutor para minimizar a geração de eletricidade estática durante a mistura subsequente. "Lotes" contendo mais de dez toneladas de grãos de pólvora eram misturados através de um arranjo em torre de tremonhas para minimizar as diferenças balísticas. Cada lote misturado foi então submetido a testes para determinar a carga de carregamento correta para o desempenho desejado.:35–41:293 & 306
Uma quantidade de estoques militares antigos de pólvora sem fumaça às vezes eram retrabalhadas em novos lotes de propelentes.:39 Durante a década de 1920, Fred Olsen trabalhou no Picatinny Arsenal, experimentando maneiras de recuperar toneladas de pólvora de canhão de base única fabricada para a Primeira Guerra Mundial. Olsen foi empregado pela Western Cartridge Company em 1929 e desenvolveu um processo para a fabricação de pólvora sem fumaça esférica em 1933. A pólvora retrabalhada ou a pirocelulose lavada podem ser dissolvidas em acetato de etila contendo pequenas quantidades dos estabilizadores desejados e outros aditivos. O xarope resultante, combinado com água e surfactantes, pode ser aquecido e agitado em um recipiente pressurizado até o xarope formar uma emulsão de pequenos glóbulos esféricos do tamanho desejado. O acetato de etila é destilado à medida que a pressão é reduzida lentamente para deixar pequenas esferas de nitrocelulose e aditivos. As esferas podem ser subsequentemente modificadas adicionando nitroglicerina para aumentar a energia, achatando os rolos para uma dimensão mínima uniforme, revestindo com dissuasores de ftalato para retardar a ignição e/ou envidraçando com grafite para melhorar as características de fluxo durante a mistura.:328–330
A pólvora sem fumaça moderna é produzida nos Estados Unidos pela St. Marks Powder, Inc., de propriedade da General Dynamics.

## Propelente sem flash
A  chama da boca do cano, é a luz emitida na vizinhança da boca do cano pelos gases propulsores quentes e pelas reações químicas que se seguem à medida que os gases se misturam com o ar circundante. Antes da saída dos projéteis, um ligeiro pré-flash pode ocorrer devido à fuga de gases pelos projéteis. Após asaída da boca do cano, o calor dos gases geralmente é suficiente para emitir radiação visível – o flash primário. Os gases se expandem, mas quando passam pelo disco Mach, são re-comprimidos para produzir um flash intermediário. Gases quentes e combustíveis (por exemplo, hidrogênio e monóxido de carbono) podem ocorrer quando se misturam com oxigênio no ar circundante para produzir o flash secundário, o mais brilhante. O flash secundário geralmente não ocorre com armas pequenas.:55–56
A nitrocelulose contém oxigênio insuficiente para oxidar completamente seu carbono e hidrogênio. O déficit de oxigênio é aumentado pela adição de grafite e estabilizadores orgânicos. Os produtos de combustão dentro do cano da arma incluem gases inflamáveis como hidrogênio e monóxido de carbono. Em alta temperatura, esses gases inflamáveis se inflamam quando misturados turbulentamente com o oxigênio atmosférico além do cano da arma. Durante os engajamentos noturnos, o flash produzido pela ignição pode revelar a localização da arma para as forças inimigas:322–323 e causar cegueira noturna temporária entre os membros da equipe armada pelo fotobranqueamento da rodopsina.
Os quebra-chamas são comumente usados em armas pequenas para reduzir a assinatura do flash, mas essa abordagem não é prática para a artilharia. Flashes nas bocas dos canos de artilharia chegam a cerca de 46 m (150 pés) de distância do cano e podem ser refletidom nas nuvens e ser visíveis a distâncias de até 48 km (30 milhas).:322–323 Para artilharia, o método eficaz é um propelente que produz uma grande proporção de nitrogênio inerte a temperaturas relativamente baixas que diluem os gases combustíveis. Propulsores de base tripla são usados para isso por causa do nitrogênio na nitroguanidina.:59–60
Antes do uso de propelentes triplos, o método usual de redução instantânea era adicionar sais inorgânicos como cloreto de potássio para que sua capacidade específica de calor reduzisse a temperatura dos gases de combustão e sua fumaça particulada finamente dividida pudesse bloquear os comprimentos de onda visíveis da energia radiante de combustão.:323–327